# Laureano Vallenilla Planchart
Laureano José Vallenilla Planchart (Caracas, Distrito Federal, Venezuela, 6 de agosto de 1912-San Mauricio de Engadina, Suiza, 31 de agosto de 1973) fue un abogado, escritor y político venezolano. Fue una figura importante durante la dictadura de Marcos Pérez Jiménez y uno de los ideólogos del Nuevo Ideal Nacional.

## Primeros años
Fue hijo de Laureano Vallenilla Lanz y María Planchart Lovera. Inicia sus estudios en 1917 pasando entre otros por el Colegio La Salle Guaparo y el Lycée Janson de Sailly de París, donde se gradúa de bachiller en 1931. Cursa sus estudios en la Universidad de París y en la Universidad Central de Venezuela graduándose de abogado en 1938. En 1937 se vuelve miembro de la comisión revisora de leyes fiscales del Ministerio de Hacienda y Jefe del Servicio de Economía del Ministerio de Hacienda siendo ascendido a director de Crédito Público y director de Aduanas. En 1939 se retira para dedicarse al ejercicio de su profesión e inicia actividades periodísticas como columnista del diario El Heraldo.

## Vida política
Es designado secretario general y encargado de la presidencia del estado Miranda en 1941 y de la Gobernación del Distrito Federal de Venezuela en 1942.. A raíz del Golpe de Estado en Venezuela de 1945, sale del país, residenciándose en Nueva York, donde escribe su primera novela titulada Allá en Caracas. Regresa a Venezuela, a comienzos de 1948, dedicándose al ejercicio de su profesión y al periodismo desde donde criticó duramente al Trienio Adeco.

### Durante la dictadura militar

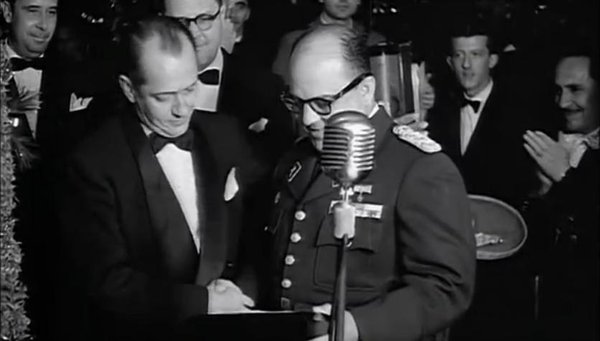
Laureano Vallenilla-Lanz Planchart junto a Marcos Pérez Jiménez.

Figura en la preparación del Golpe de Estado en Venezuela de 1948, al triunfar este, es nombrado director de Secretaría en 1948 y consultor de política económica de la Junta militar de Gobierno en 1949. Ese mismo año se vuelve Presidente del Banco Industrial de Venezuela. En 1952 la junta militar desconoce los resultados electorales y nombran al general Marcos Pérez Jiménez como presidente del país. Ante esto Vallenilla-Lanz comento.
«La  hora  es  difícil,  dramática. Habrá que escoger entre el resultado del sufragio y el desarrollo del país. En una Nación civilizada no se plantearía el dilema». 

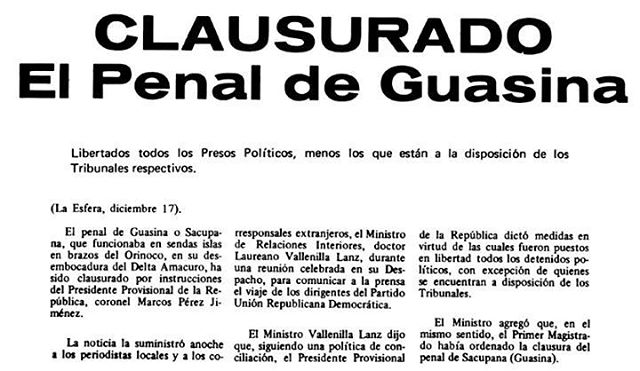
Clausura del Centro Penitenciario de la Isla Guasina a cargo de Vallenilla-Lanz.

Para el una democracia no era factible en Venezuela mientras el pueblo fuera inculto y proclive a caer en discursos populistas de charlatanes demagogos. Marcos Pérez Jiménez lo designa ministro de Relaciones Interiores en diciembre de este mismo año. Desde ahí se le encomiendo el cierre del campo de concentración de la Isla Guasina en donde anuncio la liberación de todos los presos políticos a excepción de los que estuvieran involucrados en actividades terroristas.
Como ministro desarrolló una política basada en la doctrina de «El Nuevo Ideal Nacional», con grandes rasgos autoritarios. Desde la gobernación del Distrito Federal de Venezuela censuró la prensa escrita y hablada. Sus escritos a través del diario oficialista “El Heraldo”, los encaminaba a la descalificación de sus oponentes. Fue organizador del controversial Plebiscito de Venezuela de 1957 donde Marcos Pérez Jiménez obtiene un nuevo mandato de 5 años. Durante esta época fue visto como el "sostén intelectual de la dictadura".

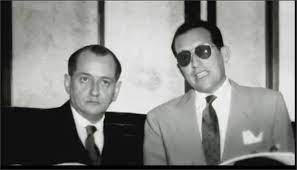
Laureano Vallenilla-Lanz Planchart y Pedro Estrada durante una reunión de inauguración de obras.

Después del intento de alzamiento militar de enero de 1958 en Venezuela comandado por Hugo Trejo. El Estado Mayor General de las Fuerzas Armadas, quienes achacaban a Vallenilla-Lanz y a Pedro Estrada todos los males del gobierno, por lo Vallenilla-Lanz renuncia al cargo por la presión del Estado Mayor y abandona el país. Durante el Golpe de Estado en Venezuela de 1958, su casa es saqueada y sus bienes son confiscados.

### Últimos años
Exiliado en Francia, redacta sus memorias, Escrito de memoria (1961) y Razones de proscrito (1965), donde defiende su controvertida actuación política, así como una novela: Fuerzas vivas (1963). Sus colaboraciones aparecen publicadas en el diario Últimas Noticias y son reunidas posteriormente en el volumen Cartas de ausente de 1971.
En 1970 regresa clandestinamente a Venezuela, en octubre aparece sorpresivamente en la Academia Nacional de la Historia de Venezuela quienes estaban realizando un evento conmemorando el natalicio de su padre Laureano Vallenilla Lanz en donde dio un breve discurso, a los pocos días se entrega a las autoridades siendo detenido por el delito de peculado y trasladado a la Cárcel Modelo de Caracas donde permanece 9 meses hasta su sobreseimiento por prescripción, sin embargo vuelve a exiliarse al haber sido acusado de ser el autor intelectual de la muerte del capitán Wilfrido Omaña en 1953. Residenciado en Francia, fallece de cáncer durante una estadía en Suiza.

## Condecoraciones
- Orden de Cisneros de la República española en 1955.[2]
- Orden del Mérito de la República Federal de Alemania en 1958.

## Obra escrita
- Escrito de memoria (1961)
- Fuerzas vivas (1963)
- Razones de proscrito (1965)